# Busk
Busk (ukrajinsky Буськ, rusky Буск, polsky Busk) je město ve Lvovské oblasti na Ukrajině.

## Poloha
Busk leží při ústí Poltvy do Západního Bugu (povodí Narewu). Od Lvova, správního střediska oblasti, je vzdálen přibližně šestačtyřicet kilometrů východně.

## Dějiny
Městem je Busk od roku 1411. Do roku 1722 patřil do Polsko-litevské unie, pak do Haliče coby součásti habsburské říše. V rámci Haliče se jednalo o významné židovské středisko.
Po první světové válce připadl Busk druhé Polské republice, kde správně spadal do Tarnopolského vojvodství. Na počátku druhé světové války město nejprve obsadil při své invazi Sovětský svaz, následně jej v roce 1941 dobylo Nacistické Německo. Největší část zdejších Židů, přibližně 1500, byla zavražděna 21. května 1943.

### Rodáci
- Moritz Szeps (1835–1902), žurnalista
- Jevhen Petruševyč (1863–1940), rusínský politik

V Busku vlastnil palác rakousko-uherský politik Kazimír Badeni, který nedaleko města ve vlaku v roce 1909 zemřel.